# Asaperdina
Asaperdina is een kevergeslacht uit de familie van de boktorren (Cerambycidae). De wetenschappelijke naam van het geslacht werd voor het eerst geldig gepubliceerd in 1975 door Breuning.

## Soorten
Asaperdina omvat de volgende soorten:
- Asaperdina brunnea Pesarini & Sabbadini, 1999
- Asaperdina regularis (Pic, 1923)
- Asaperdina sordida (Gressitt, 1951)
- Asaperdina whiteheadi (Gressitt, 1940)